# Lina Kostenko
Lina Kostenko (ukr. Ліна Василівна Костенко); (Ukrajina, Ržiščiv, 19. ožujka 1930.); je ukrajinska pjesnikinja, spisateljica, društveni aktivist i disident u Sovjetskoj Ukrajini. Godine 1987. primila je prestižnu «Ševčenkovu nagradu» za svoj intelektualni doprinos razvoju ukrajinskog i sovjetskog pjesništva. Kostenko spada među vodeće ukrajinske intelektualce u Europi i svijetu, a 2005. po prvi puta je predložena za Nobelovu nagradu.

## Životopis
Lina Kostenko je rođena u manjem mjestu Kijevske oblasti 1936. godine. U Kijevu je završila srednju školu, a doktorirala je u Moskvi na Institutu za književnost Maksim Gorki. Svoja prva književna djela objavljuje 1957., 1958. i 1961. godine. Njezina slobodna promišljanja u Sovjetskoj Ukrajini su dočekana s velikim oduševljenjem, ali ne i među sovjetskim vlastima. U šezdesetima se priključuje ukrajinskom disidentskom pokretu te podržava rad Ukrajinske helsinške grupe.

## Vanjske poveznice
- Lina Kostenko’s native village of Rzhyshchiv (eng.)
- She is one of the 1000 women proposed for the Nobel Peace Price 2005. (eng.)  Arhivirana inačica izvorne stranice od 20. studenoga 2008. (Wayback Machine)